# جمع (لغة)

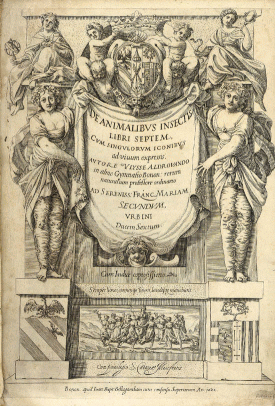

الجمع في اللغويات، هو مفهوم يدل على كمية أكثر من الاثنين في اللغة العربية، وأكثر من الواحد في اللغة الإنجليزية، عادةً ما تطلق على الأسماء. وتستخدم كلمة جمع أو علامة (مرفيم) لتدل على كمية غير الكمية الافتراضية للاسم، والتي هي عادة الواحد. يوجد الجمع في جميع اللغات الطبيعية، ويمثل بعدة طرق تختلف حسب اللغة، فقد يمثل بمرفيم منفصل أو مزيد على الاسم، أو بعلامات أخرى مثل التشديد أو علامات في السياق.

## في اللغة العربية
الجمع في اللغة العربية ما زاد على الاثنين، أي ثلاثة فأكثر. وهو على ثلاثة أنواع: جمع المذكر السالم، وجمع المؤنث السالم، وجمع التكسير. ويسمى النوعان الأولان جمعًا سالمًا لأنهما لا يغيران كثيرًا في الكلمة، بل يغيران حرفين على الأكثر حسب قواعد ثابتة، أما جمع التكسير فيغير الكثير من الأحرف في الاسم المفرد وليس له قاعدة ثابتة.

## جمع مذكر سالم
جمع المذكر السالم يتم بإضافة واو ونون أو ياء ونون إلى آخر الاسم المُفرد. ويسمى «سالماً» لأنه لا يغير شيئاً في تركيب الكلمة الأصلية بل يضيف حرفين فقط. ويكون الحرفان المضافان هما واو ونون في حالة الرفع، وياء ونون في حالتي النصب والجر، وتكون الواو أو الياء المضافة هي علامة الإعراب. مثل: «عامل» بالإمكان جمعها جمع مذكر سالم كما في الأمثلة التالية:
- الرفع: أكل العاملون
- النصب: كافأ المدير العاملين
- الجر: ذهب محمد إلى العاملين

## جمع مؤنث سالم
جمع المؤنث السالم هو جمع يتم باستبدال التاء المربوطة في آخر اسم مؤنث مفرد بألف وتاء. ويسمى «سالماً» لأنه يغير حرفاً واحداً فقط من الكلمة الأصلية. ويكون الحرفان المُضافان للكلمة في جمع المؤنث السالم هما دائماً ألف وتاء، على عكس جمع المذكر السالم الذي يعتمد فيه الحرفان المضافان على موقع الكلمة من الإعراب. ولذلك فعلامات الإعراب لجمع المؤنث السالم هي حركات: الضمة للرفع والكسرة للنصب والجر، وينفرد جمع المؤنث السالم بكون الكسرة علامة نصب له. مثل كلمة «طالبة»، جمعها «طالبات» كما في الأمثلة التالية:
- الرفع: فهمت الطالباتُ الدرسَ
- النصب: كلمت المديرةُ الطالباتِ
- الجر: شرحت المدرسةُ الدرسَ للطالباتِ

## جمع التكسير
جمع التكسير هو الجمع الذي يتم بتغيير الكثير من الأحرف في الاسم المُفرد ودون الاعتماد على قاعدة ثابتة، وسمي جمع تكسير لأنه يكسر الكلمة ويغير أصلها. وعلامات الإعراب لجمع التكسير هي نفسها للاسم المفرد: الضمة للرفع والفتحة للنصب والكسرة للجر. مثل: بيوت (جمع بيت)، كتب (جمع كتاب).

## في اللغة الإنجليزية
يتم الجمع في اللغة الإنجليزية عن طريق أضافة آخر الاسم الحرف "S" إلا في حالات:
... إذا انتهت الكلمة باحد هذه الحروف (S،H،O،X) فيتم إضافة "es"
... أو إذا انتهت الكلمة بـ (y) فيتم إضافة "ies" وحذف الحرف "y"
... أو إذا انتهت الكلمة بـ (f) فيتم إضافة "ves" وحذف الحرف "f"... بعض الكلمات جمعها بغير إضافة "S" مثل كلمة "foot" وجمعها "feet" وكلمة "tooth" وجمعها "teeth" وبعض الكلمات يتم تغيير حرف أو حرفين فيها مثل "man" وجمعها "men"وكلمة "child" وجمعها "Children"